# 김중기 (1966년)
김중기(1966년 11월 12일 ~ )는 대한민국의 배우이다. 50여 편의 영화를 비롯해 연극, 드라마 등 배우활동과 함께 영화언론인 필름2.0 편집장을 역임했으며, KBS <걸어서세계속으로>(2006~2007) 내레이션을 진행하기도 했다. 학창시절인 1988년에는 서울대 총학생회장에 출마해서 학생운동을 하다가 수배를 받고 옥살이를 하기도 했다. 전대협 1기 조국통일위원장 출신이다. 한국예술종합학교 연기과에서 후배들을 가르치고 있기도 하다.

## 학력
- 서울대학교 철학과 학사
- 한국예술종합학교 연기학과 학사

## 출연작

### 영화
- 《오버 미》 (1996년)
- 《시간은 오래 지속된다》 (1997년) - 중기 역
- 《현빈》 (1998년)
- 《연풍연가》 (1999년) - 은미 남편 역
- 《북경반점》 (1999년) - 창원 역
- 《둘 하나 섹스》 (2002년) - 남자 역
- 《정글 쥬스》 (2002년) - 노란 수염 역
- 《일단 뛰어》 (2002년)
- 《선택》 (2003년) - 김선명 역
- 《해피 에로 크리스마스》 (2003년) - 칠용파 보스 백칠용 역
- 《주홍글씨》 (2004년) - 신부 역
- 《내 머리 속의 지우개》 (2004년) - 차 실장 역
- 《러브 토크》 (2005년) - 전 남편 역
- 《여자, 정혜》 (2005년) - 소장 역
- 《강적》 (2006년) - 서 이사 역
- 《그해 여름》 (2006년)
- 《아주 특별한 손님》 (2006년) - 명은 삼촌 역
- 《대한이, 민국씨》 (2008년) - 관장 역
- 《멋진 하루》 (2008년) - 사촌 역
- 《10억》 (2009년) - 강 형사 역
- 《이태원 살인사건》 (2009년) - 1심 판사 역
- 《몽실 언니》 (2009년) - 몽실 부 역
- 《사랑한다, 사랑하지 않는다》 (2011년) - 이웃집 그 역
- 《창피해》 (2011년) - 스님 역
- 《히트》 (2011년) - 꽁지 역
- 《이방인들》 (2012년) - 성진 역
- 《만신》 (2013년) - 첩보대 대장 역
- 《씨, 베토벤》 (2014년) - 수빈(카페 주인) 역
- 《일대일》 (2014년) - 그림자 6 역
- 《제보자》 (2014년) - 박 목사 역
- 《설지》 (2015년) - 제주도 이장 역
- 《설행 눈길을 걷다》 (2016년) - 찬주 역
- 《인천상륙작전》 (2016년) - 제2군단장 역
- 《그랜드파더》 (2016년) - 김인기 역
- 《우리 손자 베스트》 (2016년) - 교환 부 역
- 《어느날》 (2017년) - 김만복 역
- 《대립군》 (2017년) - 인솔군관 역
- 《남한산성》 (2017년) - 도승지 역
- 《유리정원》 (2017년) - 바이오회장 역
- 《강철비》 (2017년) - 다카시 역
- 《1급기밀》 (2018년) - 강 장군 역
- 《탐정: 리턴즈》 (2018년) - 경찰서장 역
- 《더블랙》 (2018년) - 검사 X 역
- 《암수살인》 (2018년) - 변호사 역
- 《나의 특별한 형제》 (2019년) - 정순 남편 역
- 《속물들》 (2019년) - 편집장 역
- 《강철비 2: 정상회담》 (2020년) - 사카이 다카시 역
- 《69세》 (2020년) - 고 형사 역
- 《더 씨엠알》 (2020년)
- 《윤시내개 사라졌다》 (2022년) - 정규 역
- 《세기말의 사랑》(2023년) - 상길 역
- 《그녀에게》 (2024년) - 편집장 역
- 《대도시의 사랑법》 (2024년) - 면접관7 역

### 드라마
- 《봄날의 미소》 (2005년, MBC)
- 《계백》 (2011년, MBC) - 기미 역
- 《세상 어디에도 없는 착한남자》 (2012년, KBS2) - 태산그룹 임원 역
- 《구암 허준》 (2013년, MBC) - 부산포 역
- 《송곳》 (2015년, JTBC)
- 《자백》 (2019년, tvN) - 양인범 역
- 《웰컴2라이프》 (2019년, MBC) - 박기범 역
- 로스쿨 (드라마) (2021년, JTBC) - 전에슬 재판 판사
- 《미치지 않고서야》 (2021년, MBC) - 고정식 역
- <커넥션 > (2024년, SBS)) - 주인상시장 역
- <마녀 > (2025년, 채널A)) - 강전무 역

### 연극
- 《한씨 연대기》 (2004년)
- 《골드베르크 변주곡》 (2007년) - 골드베르크 역
- 《비언소》 (2010년)
- 《오늘 나는 개를 낳았다》 (2010년) - 상민 역
- 《서울 노트》 (2012년)
- 《씨, 베토벤》 (2012년)
- 《거기》 (2012년) - 장우 역
- 《광부화가들》 (2013년)
- 《슬픈 연극》 (2014년) - 장만호 역
- 《마르고 닳도록》 (2014년) - 살리나스 역
- <미국아버지> (2015년) - 이슬람 아버지 역
- <환도열차> (2016년) - 기관원 역
- <햇빛샤워> (2016년) - 형사 역
- <도가니> (2023) - 댄포스 대법관
- <고트GOTT> (2024년) - 리텐 역

### 라디오
- 《EBS 책 읽는 라디오 낭독 시리즈》 (2015년, EBS)
- KBS <걸어서 세계속으로> 내레이션

## 수상
- 2009년 한국연극연출가협회 신춘문예당선작 공연 우수 연기상